# ساعد القط
ساعد القط سيت كوم جزائري تدور أحداثه عن قصة رومانسية بين ساعد وسامية مع الوالدين غير المرغبين بزواجها به متعدد الحلقات حقق نجاحا باهرا بصفته أول مسلسل يتكلم عن الحب ومنه انتشرت شهرة محمد بوشايب ومينة لشطر بين الشباب ومن ناحية أخرى يتكلم عن عزوبة معظم البنات.

## الممثلون
- محمد بوشايب ساعد (في الموسم 1)
- زياد بوشايب مسعود (في الموسم 1)، وساعد (في الموسم 2)
- عمر ثايري عبد الله
- عبد الرحمن ربعي عاشور حشيشة
- نجية لعراف الحاجة، أم سامية (في الموسمين)
- عبد الحميد رابية عمار، أب سامية (في الموسم 1)
- عمر زلوم حميد، أب ساعد القط (في الموسم 1)
- صالح أوقروت أب ساعد القط (في الموسم 2)
- مينة لشطر سامية
- سيد أحمد آيت طاهر
- عبد الرحمان زواوي
- زكريا شكري
- رشيد فارس أب سامية (في الموسم 2)

### ضيوف الحلقات
- محمد بوهموم ابن بطوطة
- حميد عميروش
- خالد غربي
- محي الدين يونسي براهيم بيبو
- سيد علي بن تشيكو ساسي
- محمد إيحاموشان البائع
- فائزة لوعيل بهيجة اخت عبد الله
- بورصاص مانيل
- نصر الدين عمروعياش
- محمد بونوغاز
- أمير شلبي
- بلال
- مالية زواوي
- عادل بوصبيعات
- مجيد عبد الباقي
- منيرة روابحي فيسة
- بوعسرية كعكع
- الهواري ملوك
- إسماعيل بن صديق هاشمي مهند

## وصلات خارجية
- ساعد القط على موقع قاعدة بيانات الأفلام العربية